# Strzelce Opolskie
Strzelce Opolskie (in slesiano Wielge Strzelce, in tedesco Groß Strehlitz) è un villaggio polacco, capoluogo del Gmina Strzelce Opolskiem del distretto di Strzelce, nel voivodato di Opole.
Ricopre una superficie di 30,13 km² e nel 2019 contava 17,900 abitanti.